# 1,5-二氮杂环辛烷
1,5-二氮杂环辛烷（英語： 或 ，缩写DACO）是一种含氮有机化合物，化学式(CH2CH2CH2NH)2，属于一种环状仲二胺，常温常压下为无色油状液体。